# بروميد السيزيوم
 بروميد السيزيوم  مركب كيميائي له الصيغة CsBr، ويكون على شكل بلورات بيضاء.

## الخواص
- ينحل بروميد السيزيوم في الماء بشكل جيد كما ينحل في الكحول.
- تتبع بلورات بروميد السيزيوم النظام البلوري المكعب بشكل مشابه لبنية مركب كلوريد السيزيوم. تكون المعطيات البلورية للمركب كالتالي: المجموعة الفراغية Pm3m وثابت الشبكة البلورية a = 0.42953 nm، في حين أن طول الرابطة بين ذرتي البروم والسيزيوم Cs-Br يبلغ 0.30372 نانومتر.

## التحضير
يحضر بروميد السيزيوم من تفاعل حمض هيدروبروميك مع هيدروكسيد أو كربونات السيزيوم حسب المعادلات:
CsOH (aq) + HBr (aq) → CsBr (aq) + H2O (l)
Cs2(CO3) (aq) + 2 HBr (aq) → 2 CsBr (aq) + H2O (l) + CO2 (g)
كما يمكن أن يحضر هذا الملح من التفاعل المباشر لعنصري البروم والسيزيوم.

## الاستخدامات
تستخدم بلورات بروميد السيزيوم في صنع الأقسام البصرية (مواشير ونوافذ) في أجهزة قياس الضوء الطيفي وفي أجهزة مطيافية الأشعة تحت الحمراء.